# Cyclocardia crassidens
Cyclocardia crassidens är en musselart som först beskrevs av William John Broderip och G. B. Sowerby I 1829.  Cyclocardia crassidens ingår i släktet Cyclocardia och familjen Carditidae. Inga underarter finns listade i Catalogue of Life.